# Psinidia
Psinidia is een geslacht van rechtvleugeligen uit de familie veldsprinkhanen (Acrididae). De wetenschappelijke naam van dit geslacht is voor het eerst geldig gepubliceerd in 1873 door Stål.

## Soorten
Het geslacht Psinidia omvat de volgende soorten:
- Psinidia amplicornus Caudell, 1903
- Psinidia fenestralis Serville, 1838